# Olympische Sommerspiele 1908/Fußball

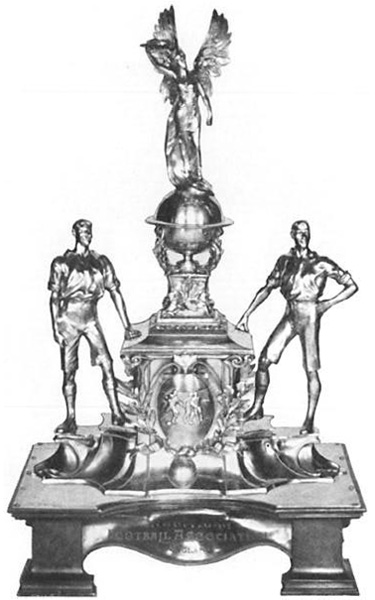
Wanderpokal des olympischen Verbandsfußballturniers, der erstmals bei den Olympischen Sommerspielen 1908 in London vergeben wurde.

Bei den IV. Olympischen Spielen 1908 in London fand das Fußballturnier zum ersten Mal nicht mit Vereinsmannschaften, sondern mit Nationalmannschaften statt und war somit das erste offizielle olympische Fußballturnier. Organisiert wurde der Wettbewerb vom englischen Fußballverband FA.
Sämtliche Spiele wurden zwischen dem 19. und 24. Oktober in der britischen Hauptstadt London ausgetragen. Spielort war das White City Stadium. Insgesamt acht Mannschaften hatten für den Wettbewerb gemeldet. Neben der englischen Amateurnationalmannschaft, die unter der Bezeichnung Großbritannien antrat, meldeten Böhmen, Ungarn, Schweden, Dänemark und die Niederlande je ein Team, Frankreich sogar zwei.
Nachdem das Viertelfinale bereits ausgelost worden war, mussten Böhmen und Ungarn ihre Teilnahme zurückziehen, da die Wiener Regierung Einwände gegen die Teilnahme der beiden abhängigen Gebiete als selbständige Mannschaften hatte. Dadurch stießen die Niederlande und Frankreich A kampflos ins Halbfinale vor. Die Dänen deklassierten derweil die zweite französische Mannschaft mit 9:0, während die englische Auswahl den Schweden keine Chance ließ und ungefährdet ins Halbfinale einzog.
Im Halbfinale untermauerte Dänemark eindrucksvoll seine Stellung als stärkste kontinentaleuropäische Mannschaft durch einen 17:1-Kantersieg gegen Frankreich A. Der dänische Torschützenkönig Sophus Nielsen erzielte zehn seiner elf Treffer in dieser Partie, und für Frankreich ist diese Niederlage bis heute die höchste der Nationalmannschaft. Unterdessen setzte sich die englische Mannschaft problemlos gegen die Niederlande durch. Am Ende gewann die Mannschaft von der Insel mit 4:0.
Da die Franzosen ihre erste Mannschaft nach dem Debakel gegen Dänemark zurückzogen und daraufhin ausgeschlossen wurden, wurde Schweden für das Spiel um Platz 3 gegen die Niederlande nachnominiert. Die Schweden unterlagen dabei den Niederländern mit 0:2, die sich damit die Bronzemedaille sichern konnten.
Im Finale vor 8000 Zuschauern waren die Dänen den Engländern zumeist ebenbürtig, doch durch Tore von Frederick Chapman (20.) und Vivian Woodward (46.) setzte sich am Ende der Gastgeber und Favorit mit 2:0 durch.

## Das Turnier

### Viertelfinale
|                  |   |              |            |
| 19. Oktober 1908 |   |              |            |
| Dänemark         | – | Frankreich B | 9:0 (4:0)  |
| 20. Oktober 1908 |   |              |            |
| Großbritannien   | – | Schweden     | 12:1 (7:0) |
| Niederlande      | – | Ungarn *     | (kampflos) |
| Frankreich A     | – | Böhmen *     | (kampflos) |

*  Durften aus sportpolitischen Gründen nicht als selbständige Verbände innerhalb der Donaumonarchie antreten. 

### Halbfinale
|                    |   |              |            |
| 22. Oktober 1908 * |   |              |            |
| Dänemark           | – | Frankreich A | 17:1 (6:1) |
| Großbritannien     | – | Niederlande  | 4:0 (1:0)  |

*  Doppelveranstaltung 

### Spiel um Bronze
|                  |   |          |           |
| 23. Oktober 1908 |   |          |           |
| Niederlande      | – | Schweden | 2:0 (1:0) |

### Finale
|                  |   |          |           |
| 24. Oktober 1908 |   |          |           |
| Großbritannien   | – | Dänemark | 2:0 (1:0) |

## Medaillenränge
| Rang                | Medaillengewinner |
| ------------------- | --- |
| Gold Großbritannien | Horace Bailey (Torwart), Arthur Berry, Frederick Chapman, Walter Corbett, Harold Hardman, Robert Hawkes, Kenneth Hunt, Herbert Smith, Harry Stapley, Clyde Purnell, Vivian Woodward ohne Einsatz: Ronald Brebner, George Barlow, Bill Bayley, Albert Bell, Arthur Bell, John Charnley, Wilfrid Crabtree, William Daffern, P. Hayden, Willie Jordan, Lionel Louch, Eversley Mansfield, Charles Pearce, Arthur Prest, Chris Porter, John Prosser, Ernest Proud, James Raine, Albert Scothern, Harold Uren, Ernest Williams, Edward Wright Trainer: Alfred Davis |
| Silber Dänemark     | Peter Marius Andersen, Harald Bohr, Charles Buchwald, Ludvig Drescher (Torwart), Johannes Gandil, Harald Hansen, August Lindgren, Kristian Middelboe, Nils Middelboe, Sophus Nielsen, Oskar Nørland, Bjørn Rasmussen, Vilhelm Wolfhagen ohne Einsatz: Magnus Bæch, Ødbert Bjarnholt, Knud Hansen, Einar Middelboe Trainer: Charlie Williams |
| Bronze Niederlande  | Reinier Beeuwkes (Torwart), Frans de Bruyn Kops, Karel Heijting, Jan Kok, Bok de Korver, Miel Mundt, Louis Otten, Jops Reeman, Edu Snethlage, Ed Sol, Jan Thomée, Caius Welcker ohne Einsatz: Jack Akkersdijk, Tok Begeer, Kees Bekker, Jan Brutel de la Riviere, Vic Gonsalves, Wim Groskamp, Jur Haak, John Heijning, E. Jacobi, Lo La Chapelle, Hendrik Linthout, F. G. Pluim, Noud Stempels, Jan van den Berg, Toine van Renterghem, S. D. J. Veen, H. L. Visma, Willem Boerdam Trainer: Edgar Wallace Chadwick                                           |

## Beste Torschützen
| Rang | Spieler           | Tore |
| ---- | ----------------- | ---- |
| 1    | Sophus Nielsen    | 11   |
| 2    | Vilhelm Wolfhagen | 8    |
| 3    | Harry Stapley     | 6    |
| 4    | Clyde Purnell     | 4    |
| 5    | Nils Middelboe    | 3    |
|      | Vivian Woodward   | 3    |